# 한국음향학회
한국음향학회는 공익 법인의 설립 운영에 관한 법률의 규정에 따라, 음향학 및 그 관련 분야에 관한 학술 및 기술의 진흥과 발전에 공헌하기 위하여 필요한 사업을 행함을 목적으로 1981년 10월 23일 설립허가된 대한민국 미래창조과학부 소관의 사단법인이다. 사무실은 135-703 서울특별시 강남구 역삼동 635-4 한국과학기술회관 304호에 있다.